# 푸마 (보병전투차)
푸마(독일어: Puma)는 독일의 크라우스-마페이 베그만과 라인메탈의 합작 회사인 PSM(Projekt System & Management GmbH)에서 개발한 보병전투차이다. 독일의 마더 보병전투차를 대체하기 위해 독일군에서 410대를 도입할 예정으로 현재 세계 최고 성능을 가진 보병전투차 중 하나로 알려져 있다.

## 개발
독일에서는 기존의 마더 보병전투차를 대체하기 위해 마더 2를 개발하여 시제품까지 제작하였지만 냉전의 종료로 인해 지나치게 비싼 장비가 되어 대량생산에 이르지 못하고 계획이 취소되었다. 이에 새로운 보병전투차를 개발하기 위한 Schützenpanzer 3 사업을 시행해 판터(Panther)라는 새로운 보병전투차를 개발하려 했으나 이 역시 2002년 중단되었다. 따라서 보다 가볍고 저렴한 보병전투차를 독자개발하는 사업인 차기 보병전투차(Neuer Schützenpanzer, NeSPz) 사업이 2002년 시작되었다
푸마의 개발은 크라우스-마페이 베그만과 라인메탈이 50:50의 지분을 가진 Projekt System & Management GmbH에서 진행되었다. 2005년 개발이 완료되었고 2006년 독일군 50주년 기념 행사에서 최초로 공개되었다. 그 후 독일 육군은 2009년 405대의 푸마 보병전투차를 도입하는 3백만 유로 어치 계약을 채결하였다.

## 성능

### 무장

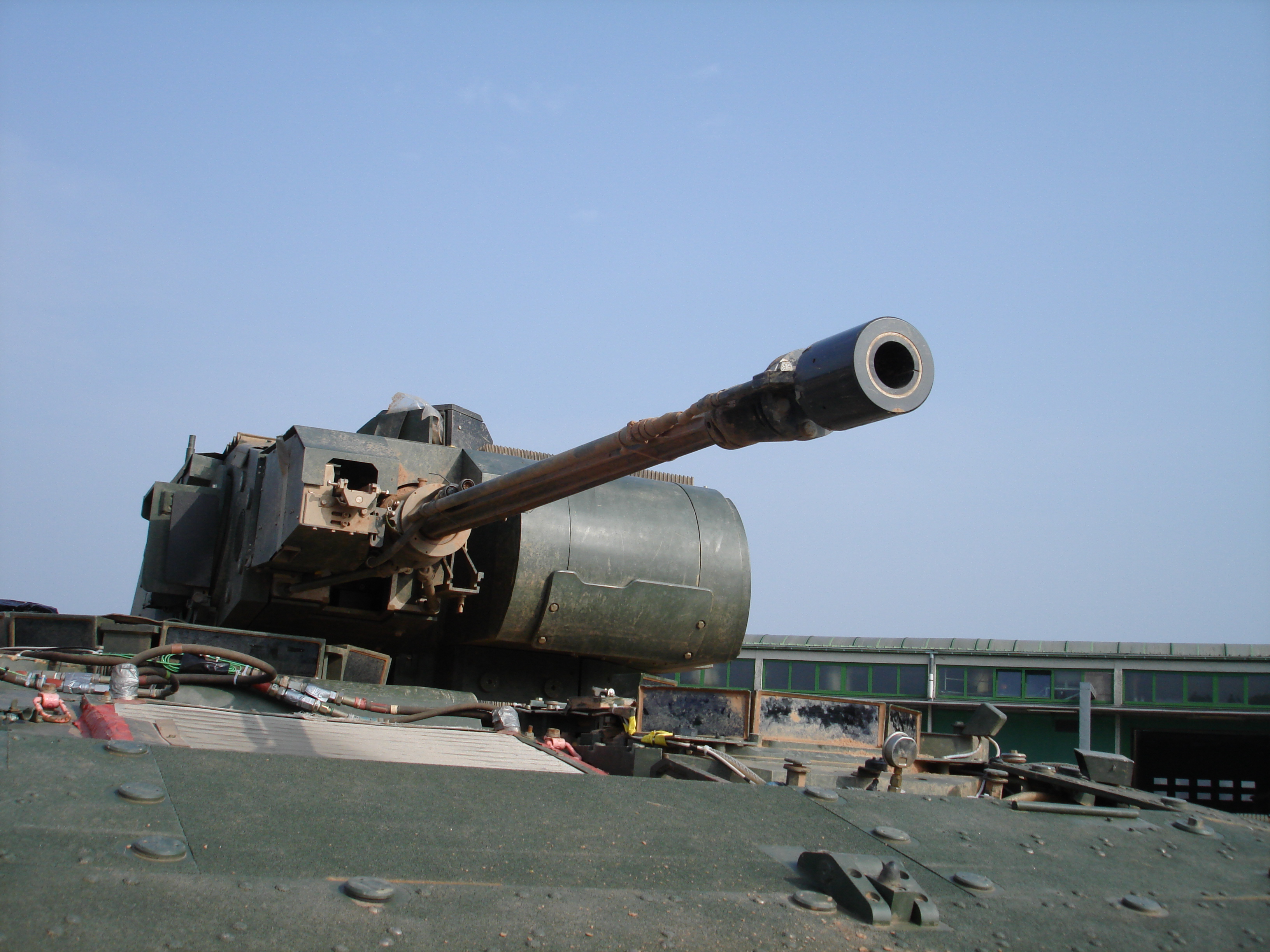
MK 30-2/ABM 기관포

푸마에 탑재된 30mm MK 30-2/ABM 기관포는 원격 조종 포탑에 탑재되어 있으며 분당 200발의 탄을 3000m까지 발사 가능하다. 사용 가능한 탄은 APFSDS-T와 KETF(Kinetic Energy-Timed Fuse)가 있으며 이 외에도 다른 종류의 탄 역시 사용 가능하다. KETF탄은 AHEAD란 이름으로 알려져 있으며 시한 신관을 이용해 원하는 위치에서 수많은 자탄들을 쏟아낼 수 있다. 이 자탄들은 원뿔형을 이루며 퍼져나가기 때문에 대공, 대인용으로 적합하다. 또한 이중 송탄 방식으로 인해 마지막으로 쏜 탄에 상관없이 언제든지 다른 종류의 탄으로 바꿔 사용할 수 있다. 탄약은 총 200발을 직접 장전할 수 있으며 추가로 200발을 보관할 수 있다.
또한 푸마에는 다목적 스파이크 대전차미사일이 2발 탑재 가능하며 선택적으로 76mm 유탄발사기도 장착 가능하다. 이 외에도 레오파르트 2 전차에 사용되는 헌터 킬러 능력을 가지고 있어 차장과 포수가 독립적으로 적을 관측, 공격하여 빠른 시간 내에 교전이 가능하다.

### 방호력
푸마는 추가 장갑의 장착 유무에 따라 2단계의 방호력을 지니도록 설계되었다. 레벨 A(Air-transportable)상태에서는 31.5t의 무게를 가지고 있어 에어버스 A400M 수송기로 운송이 가능하도록 설계되었고, 레벨 C(Combat) 상태에서는 43t으로 무거워지는 대신 방호력이 크게 증대된다. 레벨 A에서 레벨 C로 변환할때는 간단하게 탈부착 가능한 추가장갑 모듈을 장착한다. 레벨 A 상태에서는 전방향에서 14.5mm 철갑탄 또는 곡사포탄 파편을 방어 가능하며 차체는 폭발성형관통자(EFP)까지 방어할 수 있다. 레벨 C 상태의 푸마 보병전투차를 공중수송할 때에는 4대의 에어버스 A400M를 이용해 3대의 푸마를 수송 가능한데, 이 때 3대에는 레벨 A 상태의 푸마 보병전투차를 싣고 나머지 1대에는 추가장갑을 싣는다.
각종 능동방어시스템 역시 사용 가능하며 독일 육군의 경우에는 MUSS(Multifunktionale Selbstschutz-System)라는 소프트 킬 체계를 장착한다. 자동 소화 장치를 갖추고 있어 화재 발생시 대처가능하며 화생방 무기에 대한 방호 역시 제공한다. 또한 낮은 차체와 형태로 간지될 위험을 줄여 안전성을 높였다.

### 기동성
10기통 MTU 892 엔진을 탑재해 1088마력까지 낼 수 있으며 이는 현재 개발된 보병전투차 중 가장 큰 출력이다. 그에 비해 엔진의 크기를 최소화하여 레오파르트 2 전차에 버금가는 기동성을 갖추었다. 시제품에서는 5개의 로드휠을 사용하였으나 양산차량에서는 6개의 로드휠을 사용하며, 유기압 현수장치를 사용하여 각각의 로드휠이 따로 움직일 수 있다.

## 결함
2022년 12월 현재, 독일 육군은 350대의 푸마 장갑차를 보유하고 있다. 라인메탈과 KMW가 생산한 푸마 장갑차는 그동안 여러 차례 구조적 결함에 시달려왔다. 푸마 장갑차는 5년 전 처음 도입된 이후 2021년 3월에야 전투준비 완료 상태로 선언된 바 있다.
2022년 12월, 독일 연방군 보병 중대가 니더작센주 베르겐의 전투 병력훈련장에서 훈련할 때 동원된 푸마 장갑차 18대 전체에서 결함이 발생했다. 결함은 전기부품에서 발생해 누전도 일어났고, 소모품에서도 결함이 발견됐다.
2022년 12월 19일, 크리스티네 람브레히트 독일 국방장관은 성명에서 푸마 장갑차의 추가 구매를 중단하겠다고 밝혔다. en:Christine Lambrecht
당초 405대에 30억 유로(약 4조1000억원)로 가격이 책정됐던 푸마 장갑차는 2배 가격에 350대만 제조됐다. 현재 대당 가격은 1700만 유로(약 233억원)로 알려졌다. 푸마 장갑차는 세계에서 가장 비싼 장갑차라고 프랑크푸르터알게마이네차이퉁(FAZ)은 전했다.

## 같이 보기
- CV90
- K-21